# Gásafelli (Borðoy)
Gásafelli è un rilievo alto 461 metri sul mare situato sull'isola di Borðoy, nell'arcipelago delle Isole Fær Øer, in Danimarca.